# NGC 3382
NGC 3382 é uma estrela dupla na direção da constelação de Leo Minor. O objeto foi descoberto pelo astrônomo Lawrence Parsons em 1874, usando um telescópio refletor com abertura de 72 polegadas. 